# Ladins Dolomites
Pour l’article homonyme, voir Ladins.
Les Ladins  (Moviment Politich Ladins) sont un parti politique régionaliste italien qui représente les intérêts des personnes parlant le ladin du Haut-Adige et des Dolomites.
Après avoir obtenu un conseiller provincial à Bolzano (1998, avec 11 028 voix), les Ladins n'ont obtenu que 4 112 voix (1,4 %) en 2003 et ont perdu leur conseiller.
Lors des élections municipales du 8 mai 2005, le mouvement présente des listes de candidats dans trois communes de la val Gardena :
· Urtijëi (Ortisei) (dla Lista LADINS de Urtijei)
· Sëlva (Selva di Val Gardena) (Lista LADINS de Sëlva)
· S. Cristina (Santa Cristina Valgardena) (Lista LADINS a S. Cristina)
Rebaptisés Ladins Dolomites, ils s'allient en fédération avec la BürgerUnion et Wir Südtiroler pour les élections provinciales du 27 octobre 2013 dans lesquelles ils permettent d'obtenir un siège (pour BürgerUnion).